# Bisaltes fuscoapicalis
Bisaltes fuscoapicalis là một loài bọ cánh cứng trong họ Cerambycidae.